# Geschiedenis van Bredevoort

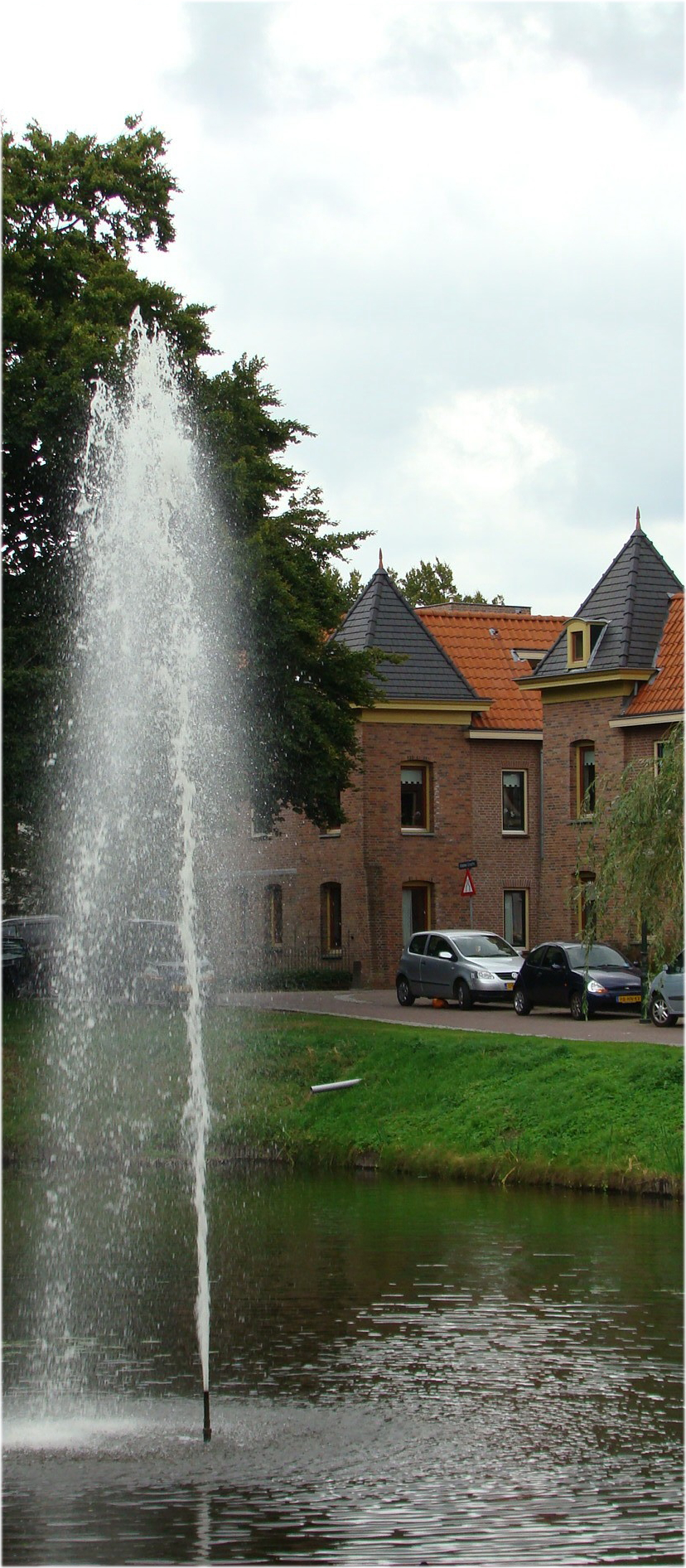
De Aalterpoort gelegen aan de kleine gracht te Bredevoort.

De geschiedenis van Bredevoort beschrijft de ontwikkeling van Bredevoort vanaf het begin als kleine versterkte nederzetting, strategisch gelegen aan een oude Hessenweg in het prinsbisdom Münster. Vanaf de middeleeuwen werd in een eeuwenlange machtsstrijd tussen de graven van Gelre de stad en heerlijkheid aan het bisdom Münster onttrokken. Bredevoort werd onderdeel van het Hertogdom Gelre. Tijdens de Tachtigjarige Oorlog speelde Bredevoort een belangrijke rol als vesting- en garnizoensstad in het graafschap Zutphen. In de 21e eeuw is Bredevoort een rustige Nederlandse boekenstad.

## Vroegste geschiedenis
De oudste restanten van menselijke cultuur die gevonden werden in het gebied van de voormalige heerlijkheid zijn vuurstenen en potten; voorwerpen uit 7000 v.Chr. afkomstig van vermoedelijk nomadische jagers. Rond tweeduizend jaar voor Christus vestigden zich in de omgeving de eerste veetelers, vermoedelijk afkomstig vanuit het zuiden van Rusland. Er zijn zogenaamde standvoetbekers en strijdbijlen gevonden van deze bewoners uit de standvoetbekercultuur. De vroegste sporen van menselijke bewoning die werden gevonden waren de zogenaamde Hunenbulten: oude begraafvelden waarin soms honderden urnen werden gevonden waardoor het vermoeden bestaat dat deze plekken ooit langdurig bewoond waren. Deze begraafplaatsen stammen uit 700 tot 1000 jaar voor onze jaartelling. Plusminus driehonderd jaar voor Christus blijken Kelten in deze omgeving te verblijven, hetgeen bleek uit enkele vondsten in de omgeving van Kotten, waar negen gave Keltische voorraadpotten worden gevonden. Vanaf 146 voor Christus lag de omgeving van Bredevoort dicht aan de grens van het Romeinse Rijk waar de Limes werd opgericht. Vermoedelijk werd de streek bevolkt door Chamaven daarnaast mogelijk Bructeren. Na een kortstondige Romeinse overheersing werd in het jaar negen deze omgeving bevrijd door hoofdman Arminius van de Westfaalse Cheruskenstam die de Romeinen vernietigend versloeg in de Slag bij het Teutoburgerwoud. In het jaar 47 veroverden de Romeinen alsnog het gebied, maar voor korte duur, de Romeinen hanteerden daarna de Liemers als grens. In deze tijd legden de Romeinen een weg aan van Nederland naar Duitsland die liep vanaf de Rijn, via Terborg, Aalten, Bredevoort naar Winterswijk, Vreden, Ahaus, Rheine en vandaar verder Duitsland in.

### Nederzetting aan een Hessenweg

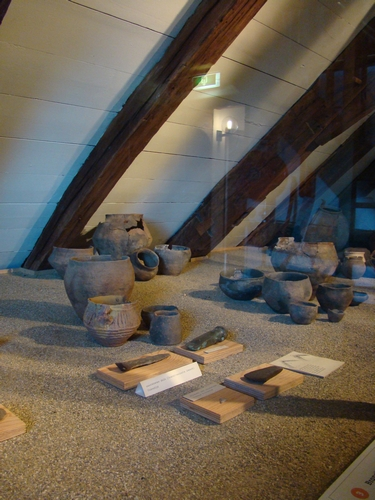
Vuistbijlen en potten in museum Frerikshuus te Aalten

Deze zogenaamde Heierweg vormde later de basis voor de zogenaamde Hessenwegen. Aan deze wegen ontstonden veel nederzettingen, waaronder Bredevoort. In het jaar 69 kwamen de Chamaven, Bructeren en Kaninefaten in opstand tegen de Romeinen, echter deze opstand mislukte. In het jaar 300 verdreven de Saksen alle overgebleven stammen in deze streek (waarbij de Chamaven waarschijnlijk zijn opgegaan in de Bataven) en trokken ten strijde tegen de Romeinen, waarbij andere stammen zich aansloten, en rondom het jaar 350 succesvol de Franken, Friezen, en Romeinen verdreven uit Oostelijk Nederland. Met het vertrek van de Romeinen verviel de streek weer in een stammenverband. Uit deze periode is weinig bekend, behalve de strijd van de Saksen tegen de Franken (volk) en de Friezen, totdat de Franken uiteindelijk in 779 een grote overwinning behaalden in een veldslag bij het nabijgelegen Bocholt. Dit was het begin van de kerstening in het oosten van de graafschap Zutphen. Het is niet zeker in welk jaar de nederzetting Bredevoort precies ontstaan is. Op grond van een studie van Bernard Slicher van Bath wordt aangenomen dat Bredevoort rond het jaar 1000 als nederzetting al moet hebben bestaan. Uit het jaar 1188 stamt de vroegste vermelding van Bredevoort als castrum Breidervort op in een akte.

## Middeleeuwen

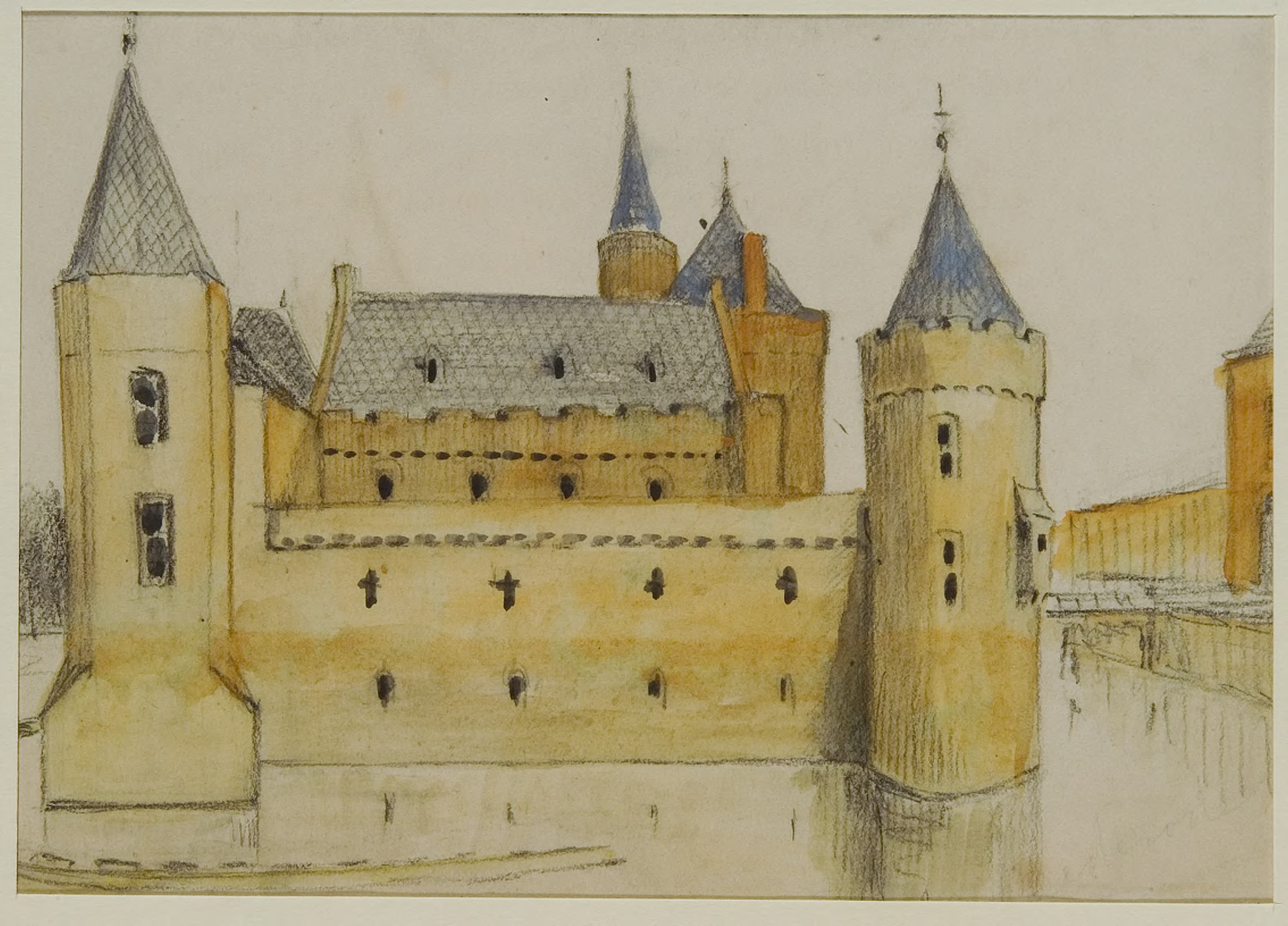
Kasteel Bredevoort door Jacobus Craandijk, het is onbekend of de tekening een betrouwbare weergave is. De tekening werd omstreeks 1870 gemaakt op basis van een verdwenen voorbeeld, of het is een fantasie tekening.

In de loop van de middeleeuwen ontstonden er hessenwegen vanuit het westen naar het bisdom Münster. Op de plek waar deze weg dwars door een moerasgebied liep ontstond een nederzetting en werd een burcht gebouwd. De stichtingsdatum van deze burcht is niet bekend, evenmin als het antwoord op de vraag of de burcht, of de nederzetting er het eerst was. Bredevoort was oorspronkelijk een Westfaals borgmanstadje. Deze borgmannen oefenden gezag uit op de horigen binnen het gebied. De vroegst bekende schriftelijke vermelding van Bredevoort staat op een lijst van bezittingen van Filips I van Heinsberg de aartsbisschop van Keulen uit 1188, die dat jaar drie aandelen van het kasteel Bredevoort bezit. Het kasteel had in die tijd twee heren. Het noordelijke en zuidelijke deel hadden ieder een eigen eigenaar en daarnaast liep er nog een parochiegrens dwars door Bredevoort. Het noordelijke deel viel onder de parochie van Winterswijk, het zuidelijke deel onder de parochie van Aalten. Met name voor plechtigheden als doop en huwelijk was de situatie voor noordelijke bewoners erg ongemakkelijk omdat zij voor deze plechtigheden negen kilometer moesten reizen, terwijl zuidelijk bewoners slechts twee kilometer hoefden te reizen. In 1535 kwam hier (tijdelijk) een einde aan toen Bredevoort tot zelfstandige parochie werd verheven. In 1597 werd de reformatie in Bredevoort ingevoerd en kwam daar weer een einde aan. Bewoners moesten nu heimelijk kerken in het Duitse Hemden bezoeken, waar op tweehonderd meter van de grens voor dit doel de Kruiskapel werd gebouwd. Pas in het jaar 1855 kwam een einde aan deze situatie toen Bredevoort opnieuw tot parochie werd verheven, waarbij de parochiegrens aanvankelijk rondom de stadsgracht lag. Na Herman en Johan van Bredevoort erfden de Graaf van Lohn en de graaf van Steinfurt ieder een deel van de heerlijkheid. Nadat de graaf van Steinfurt zijn deel verkocht aan Engelbert II van Berg de bisschop van Münster en de graaf van Lohn zijn deel overgaf aan Otto I van Gelre de graaf van Gelre, begon de strijd om het gehele bezit van de heerlijkheid tussen Münster en Gelre. Kasteel Bredevoort was in die tijd een verblijfplaats van de graven van Lohn en kende veel belegeringen in die periode. De graven van Lohn gebruikten het kasteel als uitvalsbasis voor winstgevende plundertochten in het nabijgelegen Münsterland. In 1246 droeg Herman van Loon II het kasteel op aan de graaf van Gelre om zich zo van een machtig bondgenoot te verzekeren. In 1277 ontvoerde Graaf Herman II graaf Engelbert I van der Mark, waarvan Engelbert door een hartaanval kwam te overlijden. In 1278 nam Engelberts zoon en opvolger graaf Everhard van der Mark wraak en viel Bredevoort aan, ondanks de onmiddellijke overdracht van het gebalsemde stoffelijk overschot van de graaf. Everhards aanval was zo vastberaden dat de belegerden 's nachts besloten om de stad heimelijk verlaten. Om de graaf van Lohn te breken sloopten de belegeraars daarna het kasteel volledig. Het kasteel mocht daarna niet worden herbouwd, voordat Herman II een pelgrimstocht zou hebben ondernomen. Het kasteel bleef zestien jaar lang een ruïne. Boudewijn van Steinfurt besloot in 1284 zijn helft van de ruïne van het kasteel te verkopen aan bisschop Everhard van Münster. Hiermee versterkte Münster zijn gezag in dit gebied aan de grens van Gelre. Münster en Gelre hadden echter gelijke rechten op de helft van Bredevoort. Deze stand van zaken werd helemaal gecompliceerd doordat Münster regelmatig in oorlog was met de graven Van Der Mark. Bisschop Wigbold I van Holte van Keulen (1297-1304) steunde graaf Herman II van Lohn daarbij en zo kwam Herman weer in bezit van Bredevoort. Bijzonder was dat de bisschoppen van Münster en Keulen zich in 1301 verplichtten om de wederopbouw van kasteel Bredevoort te betalen.

### Vete Gelre en Münster

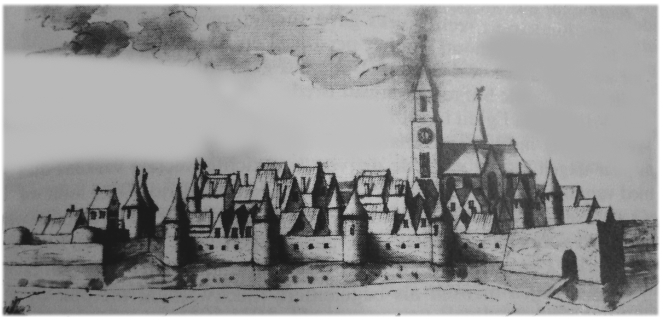
Stadsgezicht Bredevoort in 1597

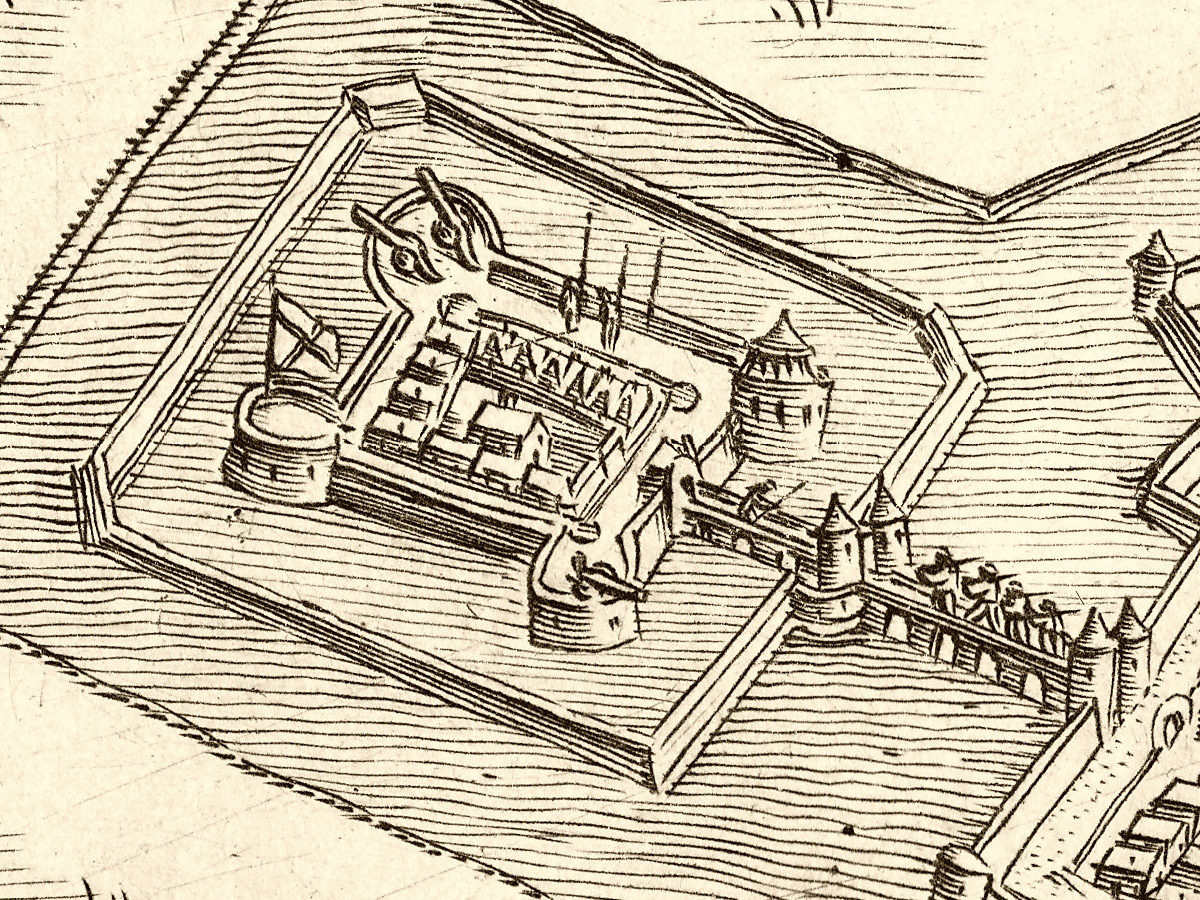
Kasteel Bredevoort in 1597

In 1303 sloot de bisschop van Münster een verbond met de graaf Van Der Mark die Bredevoort daarna snel veroverde en een permanente bezetting in het kasteel vestigde. Graaf Reinald I van Gelre had in 1305 Everhard van der Mark aangesteld als stadhouder waardoor de bisschop van Münster zijn sterke positie verloor. De bisschop en zijn troepen zetten graaf Everhard uit Bredevoort, waarop Everhard uit wraak weer de stad Dülmen innam. Om escalatie te voorkomen, werd er vrede gesloten en kwam Bredevoort weer in bezit van graaf Everhard van der Mark. Daarna kocht Herman II van Lohn in 1306 de burcht Bredevoort weer terug van de Münsterse bisschop Koenraad I van Berg. Toen graaf Everhard van der Mark in 1308 stierf, werd Herman II wederom heer en meester van de burcht. Toen graaf Herman II dan in 1316 kinderloos stierf verdween zijn graafschap met hem, waarop onmiddellijk Münsterse troepen de burcht kwamen bezetten. Reinoud I van Gelre greep echter niet in. Wel sloot hij dat jaar een wapenstilstand voor een periode van drie jaar. Uit een schrijven van graaf Willem III van Holland uit 1322 aan bisschop Lodewijk II van Münster blijkt dat hij de opvolger van Reinald I, graaf Reinoud II van Gelre steunt in zijn aanspraken op Bredevoort, dat was het begin van de Strijd om Bredevoort (1322-1326). Reinald II veroverde in de zomer van dat jaar Bredevoort en ondernam als schadeloosstelling rooftochten met zevenhonderd ridders en infanterie in het Münsterse land. De Münsterse bisschop zocht steun bij de stad Borken die hem vierhonderd man beloofde die op 23 maart 1323 tijdens een nieuwe strooptocht aanvielen. Het leger van Reinald II sliep bij de stad Dülmen met een minimum aan schildwachten. Het Borkense leger doodde de paarden waardoor de ridders van Reinald II weerloos waren in hun zware harnassen. Het Borkense leger maakte 86 slachtoffers en nam honderd gevangenen. De gevangengenomen ridders leverden veel losgeld op. Echter niet lang daarna, in mei van dat jaar, werd bij Dülmen de bisschop van Münster zelf gevangengenomen door bondgenoot graaf Van Der Mark. Pas in november kwam de bisschop van Münster vrij nadat de graven van Bergh en Gulik een vredesonderhandeling hadden gesloten. Die vrede was van zeer korte duur, want vanaf het moment dat de bisschop vrij was veroverde hij Bredevoort en plunderde hij Gelderse land. Reinald II van Gelre kwam toen weer in actie. Met een leger van zevenduizend man trok hij naar Coesfeld. De stad Vreden moest het daarbij ontgelden en werd verwoest, Reinald wist de heerlijkheid Bermentvelde (tegenwoordig: Barnsfeld, Südlohn) in te nemen. Toen de troepen bij Coesfeld tegenover elkaar stonden, lukte het de koning Jan van Bohemen en graaf Willem III van Holland beide partijen tot een compromis te bewegen, waarna op 1 september 1324 een verdrag getekend werd. De bisschop van Utrecht deed er uiteindelijk een bindende uitspraak over. Het kasteel van Bredevoort met grachten, dijken, wegen en hoeven werd aan Reinald II toegewezen en deze moest daarvoor vijfhonderd mark aan de Münsterse bisschop betalen. De Utrechtse bisschop deed over het andere gebied van Bredevoort geen uitspraak. Zowel graaf Reinald II als de Münsterse bisschop gingen daar niet mee akkoord. Omstreeks 1324 nam Reinoud II Bredevoort bij verrassing in en ging weer op rooftocht in de omgeving. De bisschop van Münster was de strijd moe en verzocht om een definitieve vredesonderhandeling welke uiteindelijk op 28 juni 1326 ondertekend werd. Dit belangrijke verdrag werd ook ondertekend door de steden Zutphen, Groenlo, Emmerik en Arnhem. Door dit verdrag kwam Reinald II uiteindelijk in pandbezit van de gerichten in Winterswijk, Aalten en Dinxperlo en het gehele graafschap Bredevoort. Bredevoort was vanaf dat moment definitief Gelders grondgebied. De burcht kwam in het bezit van de graaf van Gelre onder voorwaarde dat er geen andere burcht in het gebied gebouwd mocht worden.

### Munt- en stadsrechten

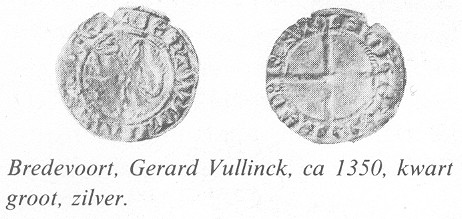
Kwart Groten, geslagen in Bredevoort

Omstreeks 1350 kreeg Bredevoort muntrecht. De muntheer was kastelein Gerard Vullinc. Vullinc liet omstreeks 1350 op eigen naam kwart groten slaan naar het voorbeeld van de munten van Reinald II van Gelre (1326 – 1343). Willem III van Gulik de hertog van Gelre verpandde in 1388 de heerlijkheid aan Hendrik III van de Rijksheerlijkheid Gemen, wiens zoon Johan II van Gemen en kleinzoon Hendrik IV van Gemen tevens pandheren van Bredevoort waren. Voor 1388 kreeg Bredevoort stadsrechten van Otto I van Gelre. Op een oorkonde van Otto I uit 1388 is voor het eerst sprake van "Onze borch, huys ende stat tot Bredervoert". De schriftelijke privileges met de toekenning van de stadsrechten zijn niet bewaard gebleven. Oorlogen, stadsbranden en de kruittorenramp kunnen daar de oorzaak van zijn.

## Tachtigjarige Oorlog

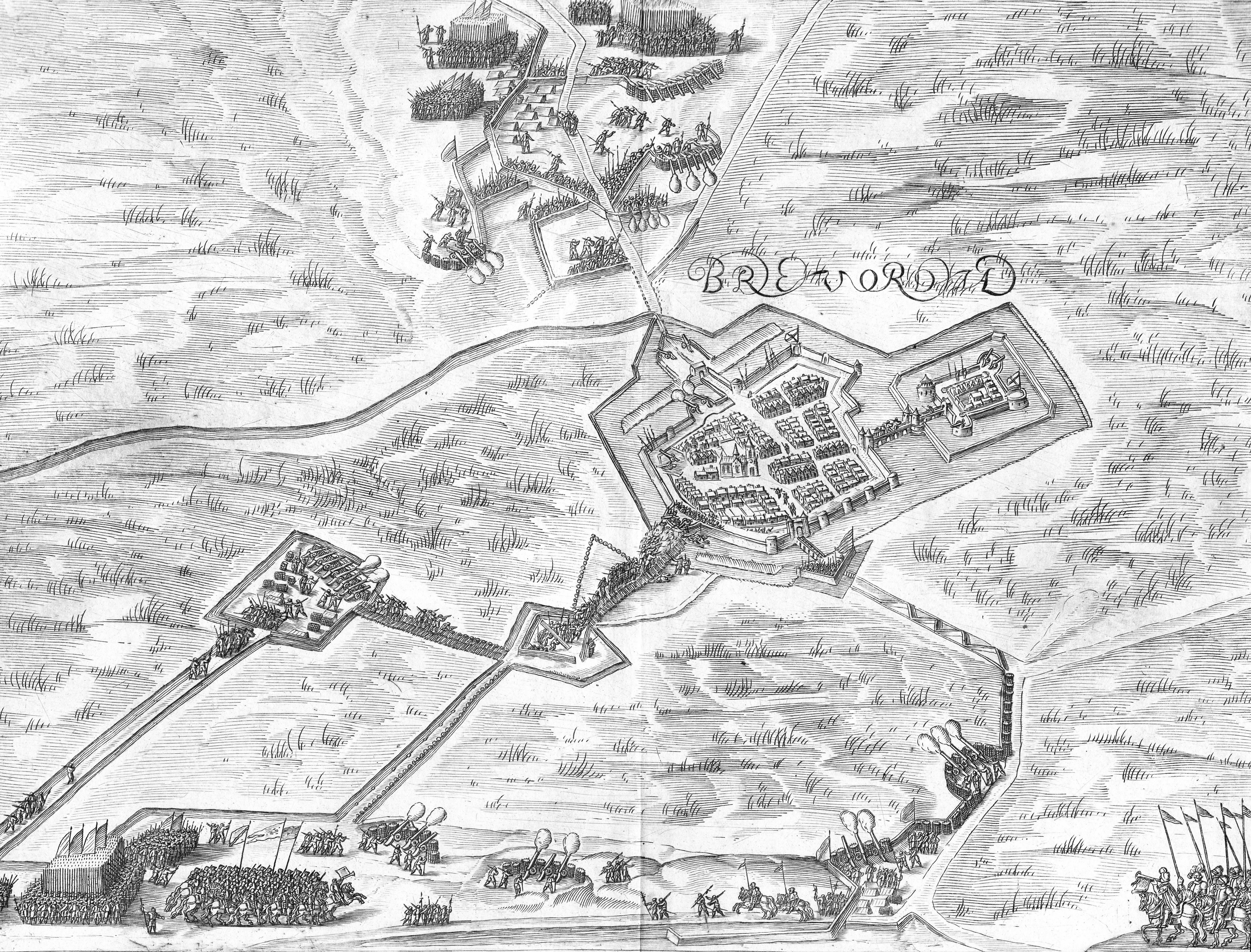
Beleg van Bredevoort in 1597

De Tachtigjarige Oorlog begint voor Bredevoort met de inname van Bredevoort door Willem van den Bergh. Van den Bergh en zijn Geuzenleger vluchtten echter naar Duitsland toen Don Frederik met een groot leger in aantocht was voor zijn strafcampagne. Bredevoort werd daarna bezet door een Spaans garnizoen. Tijdens het Beleg van Bredevoort in 1597 werd de veste weer ingenomen door het Staatse leger onder leiding van prins Maurits. Het beleg was onderdeel van Maurits' veldtocht van 1597, Maurits' succesvolle offensief tegen de Spanjaarden. Dit betekende definitief het einde van het Anholtse tijdperk. In 1606 probeerden de Spanjaarden middels een list te heroveren maar werd het stadje door Frederik Hendrik van Oranje succesvol ontzet.

### Huis van Oranje

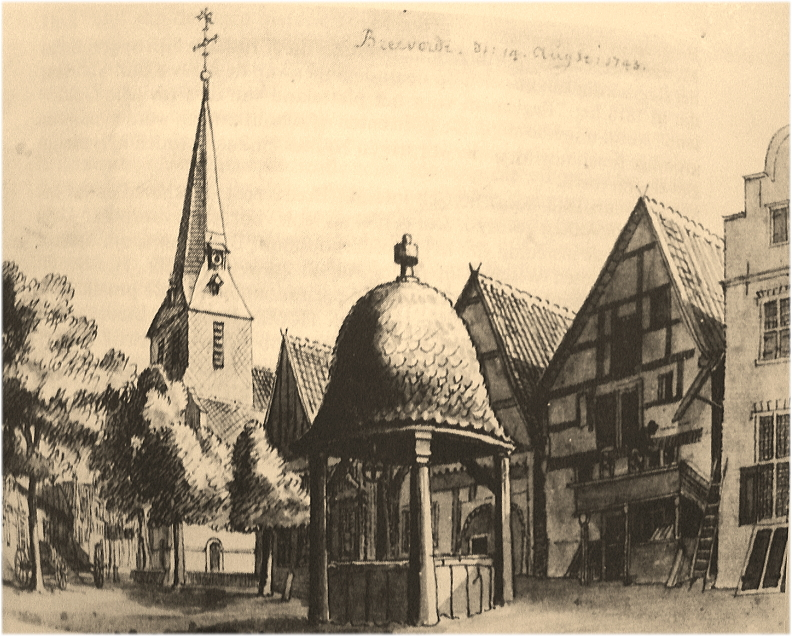
Bredevoort in 1743, vandaag nog steeds herkenbaar

Tussen 1492 en 1526 was de graaf van Steinfurt pandheer, waarna het bestuur weer rechtstreeks onder de Gelderse hertog kwam, totdat de laatste werd verslagen door Keizer Karel V, die daardoor heer van Bredevoort werd. Maarten van Rossum werd pandheer van Bredevoort zowel onder de laatste hertog als onder keizer Karel V. Na Karel V werd koning Filips II heer van Bredevoort en hij gaf de heerlijkheid in 1562 in pand aan Diederik van Bronckhorst-Batenburg in Anholt. Na de afzwering van Filips II werden de Staten van Gelre 'heer van Bredevoort' en die stelden in 1612 Maurits aan als pandheer, die daarvoor 50.000 goudguldens betaalde. In 1697 werd de heerlijkheid door de Staten van Gelre cadeau gedaan aan koning-stadhouder Willem III. Zo kwam de heerlijkheid geheel in bezit van de Nassaus. Een van de titels van de Nederlandse koning Willem-Alexander is daardoor nog steeds Heer van Bredevoort. Zie Titels Nederlandse koninklijke familie.

### Kruittorenramp

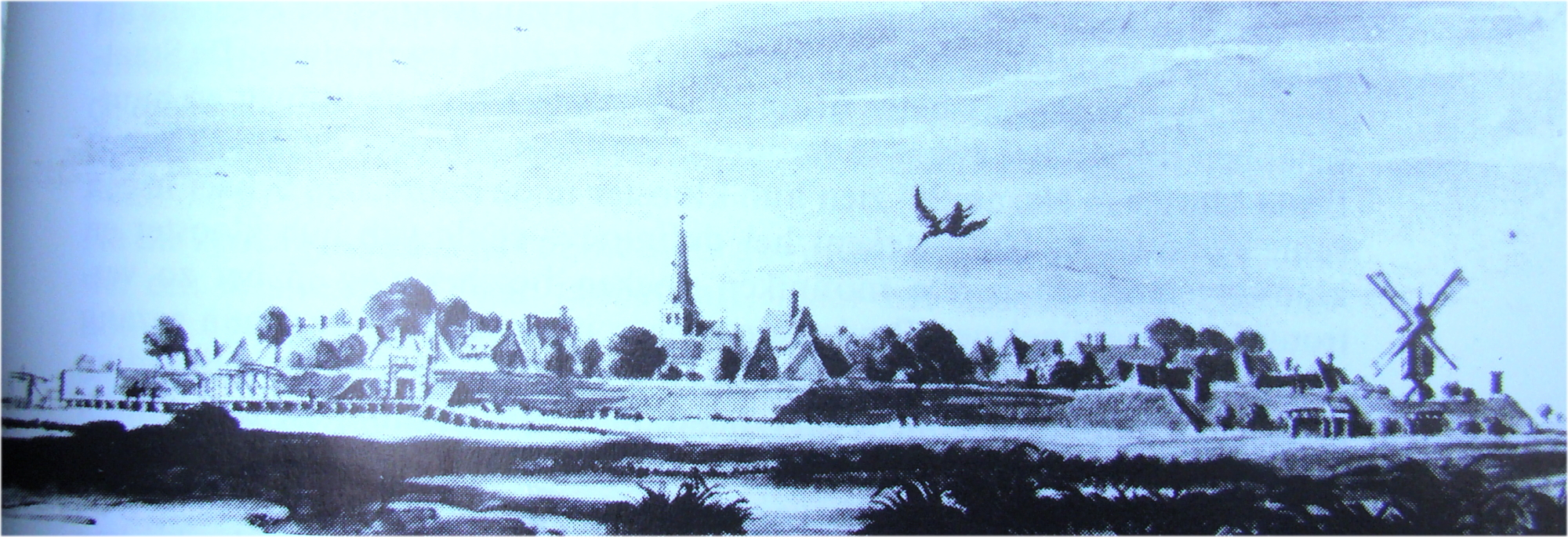
Panorama Bredevoort in 1743

Bij de Kruittorenramp van Bredevoort in 1646 sloeg de bliksem in de kruittoren, waardoor een grote lading kruit ontplofte en veertig mensen omkwamen. Hieronder bevonden zich de drost Wilhelm van Haersolte van Bredevoort en zijn gezin. Slechts een zoon, Anthony van Haersolte, was op dat moment niet thuis en overleefde de ramp. 

### Rampjaar
Met de inname van 1672 blijkt net als elders tevens voor Bredevoort een rampjaar. Van 12 juni tot 19 juni belegert generaal Saint-Paul uit het Münsterland in opdracht van de Bisschop van Münster (Bommen Berend) dat voor twee jaar een eind maakte aan de macht van de Republiek der Zeven Verenigde Nederlanden. De kracht van de Republiek lag bij de Hollandse vloot, maar onderhoud voor vestingwerken werd verwaarloosd, de grenssteden langs de Rijn zoals Rijnberk, Rees, Wesel en Emmerik waren volgens afspraak door genoeg soldaten bezet, maar de gevechtskracht had niet veel meer om het lijf. Tegen de overmacht niet bestand gaf het garnizoen zich over op de eervolle wijze. Van Keppel en zijn troepen mochten geheel naar gebruik in die tijd met vliegend vaandel en slaande trommels vertrekken, met brandende lonten in de handen, kogels in de mond, met boven- en ondergeweer, zij mochten 2 kanonnen meenemen, voorzien van kruit en kogels, aan alle wapenen behorende bij het vendel. De belangrijkste voorwaarde was dat de stad niet geplunderd mocht worden. Echter via een omweg gebeurde dat toch nog door middel van zware belastingen. In mei 1674 trokken de Münstersen troepen weer weg uit het graafschap Zutphen.

## Nieuwste geschiedenis

### De stadsuitbreidingen

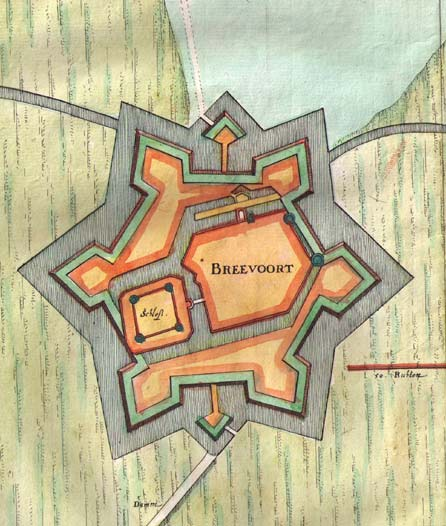
Overgang van middeleeuws ommuurde stad naar vestingstad

Het stadje heeft slechts een beperkte stadsuitbreiding gekend doordat de Vestingwerken van Bredevoort in een moeras gelegen waren. Toen in 1534 Maarten van Rossum door hertog Karel van Gelre als drost van Bredevoort werd aangesteld, liet hij de middeleeuwse ommuring en barbacanes versterken door het aanbrengen van aarden wallen, en enkele bastions. Dat gebeurde tussen 1545 en 1555. Pas na 1597 als prins Maurits de stad veroverd op de Spanjaarden wordt Bredevoort voorzien van moderne vestingwerken met zes sterke bastions, twee ravelijnen, onderwal en glacis. In 1704 worden de vestingwerken wederom verbeterd volgens inzichten van Menno van Coehoorn. Als dan het garnizoen wordt opgeheven waarop een nieuw reglement wordt ingevoerd betreffende het sluiten en openen van de stadspoorten, ontmantelen de bewoners massaal het keurslijf, maken van de wallen tot moestuinen, en kan er eindelijk buiten de wallen gebouwd worden. De stad groeit daardoor in oostelijke richting in de omgeving van de voormalige Misterpoort. De stad zal daarna in deze omgeving blijven uitbreiden, waarbij in de jaren zeventig van de 20e eeuw de eerste nieuwbouwwijken ontstaan rondom de voormalige Bleekwal, en in de jaren tachtig in het Stadsbroek.

### Industriële revolutie
Rond 1800 bleek dat de meeste Bredevoorters sterk afhankelijk waren geraakt van de inkomsten die het stadje genoot als garnizoensstad. Toen in 1755 het garnizoen vertrok bleef er letterlijk en figuurlijk een leegte achter. Bredevoort raakte daardoor ineens vijfhonderd inwoners kwijt. Veel bewoners boden tegen betaling onderdak aan de wisselende compagnieën. Veel soldaten verkozen het huren van een of meerdere kamers bij Bredevoortse inwoners boven de kazerne. Er werd na het vertrek van het garnizoen niet langer geld verdiend aan de soldaten. Veel brouwerijen, bakkers, schoenmakers, hoedenmakers, kleermakers enzovoort moesten sluiten. Steden worden geschuwd, dorpen worden gezocht. Zo verging het niet anders in Bredevoort. Er wonen omstreeks 1800 slechts 767 mensen binnen de wallen. Bedrijven en bewoners trokken weg naar het nabije Aalten en Winterswijk. Onder andere zeven brouwerijen, enkele weverijen, drukkerijen, elf branderijen, pottenbakkers, steenbakkers, lijmkokerijen, hoedenmakers, oliemolens verlieten het stadje. In het begin van de 19e eeuw blijkt in Bredevoort slechts een wolspinnerij te zijn waar wollen mofjes werden gesponnen, door voornamelijk joden naast hennepteelt buiten de wallen. De voornaamste economische activiteit in deze tijd bestaat uit graanhandel, landbouw waaronder vlasteelt en huisweverijen. Vijftig jaar later bleek deze situatie niet veel te zijn veranderd, behalve dat er in 1859 een grote blekerij en diverse kleinere blekerijen aan de Slingebeek ter hoogte van de tegenwoordige Bleekwal actief waren.

#### Statistische beschrijving 1808[11]

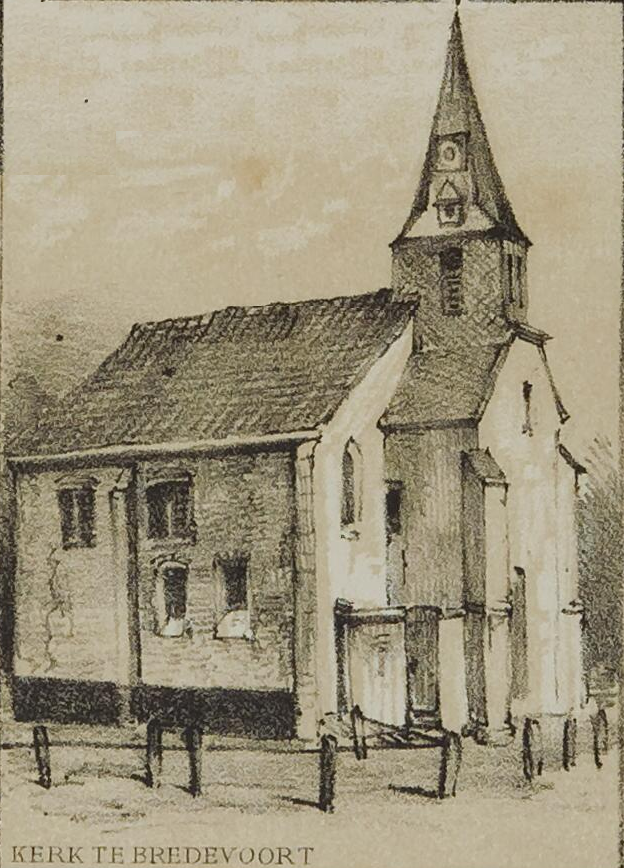
Sint-Joriskerk einde de 19e eeuw, toen nog bepleisterd. In 1868 bleken de muren slecht en werden deze opnieuw bepleisterd. Voor en tijdens de Franse tijd werden nog enkele renovaties uitgevoerd, waaronder een houten gewelf en een vloer van Bentheimer steen. Ook kreeg de kerk toen nieuwe banken en werd de vloer opgehoogd. Lodewijk Napoleon bezocht in 1809 het stadje en schenkt geld aan het restauratiefonds van de Sint-Joriskerk

In 1808 moesten op bevel van koning Lodewijk Napoleon alle 'departementen' een zo uitgebreid en nauwkeurig mogelijke beschrijving verschaffen van hun gebied. Daartoe moesten alle plaatselijke besturen van steden, dorpen, ambten, heerlijkheden, etc. een vragenlijst invullen die hen door de kwartierdrosten aangeleverd werd. Uit de statistische omschrijving van het Ambt Bredevoord blijkt dat het ambt naast Wenterswijk, Aalten en Dinxperlo tevens bevat de voormalige vesting Bredevoord, een vervallen plaatsjen van circa 700 inwoners.
Vanaf Bredevoord liepen drie 'heerenwegen', een door de heide naar Lichtenvoorde, en twee naar Aalten en Winterswijk via een dijk. De weg Aalten-Bredevoort zou eerst in 1844 begrind worden. Om Bredevoord lagen vrij veele weilanden maar niet van de beste soort waardoor gebrek aan hooy ontstond wat men opving door na de roggeoogst spurrie te zaaien.
Bredevoord had in 1808 één korenwindmolen, één bierbrouwerij en geen 'geneverstokerij'. Van de bierbrouwerijen wordt opgemerkt dat zij van geringe aangelegenheid zijn omdat het daartoe vereischt patent ad f.12,= voor veelen een merkelijk bezwaar [was]. Zeepziederijen, steenbakkerijen, etc., waarvan het patent f. 20.- bedroeg, kwamen onder Bredevoord niet voor.
Onder het hoofdstuk 'Staat van het justitiewezen' wordt aangegeven dat Bredevoord, net als de andere drie plaatsen, een richter heeft, die de plaatselijke politie waarneemt onder de opperdirectie van de baljuw. Het ambt Bredevoort had zowel de criminele als de civiele jurisdictie. Het ambt kende geen wees- en boedelkamers, geen dijk- en polderbesturen en geen gasthuizen etc. die onder de 'administratie der regering' vielen.
Alle plaatsen van het Ambt Bredevoord hadden een school waar Nederduitsche taal, leesen, schrijven en cijferen onderwezen werd. In Bredevoord was dat de enige school terwijl de buurschappen Wenterswijk en Aalten behalve deze school respectievelijk vijf en zes 'boerenschoolties' hadden. De schoolgelden voor behoeftige kinderen werden voor de gereformeerden door het armenbestuur betaald. De verhouding gereformeerden tot rooms-katholieken was in 1808 in Bredevoord 5:2.
Bredevoord had twee kerken, een gereformeerde en een katholieke. Tot 1795 hadden de katholieken geen eigen kerk gehad maar waren 'met buitenlandsche gemeenten op de grensen geassocieerd' geweest. Katholieken kerkten in die tijd naar Kruiskapel in Hemden, St. Michaelskerk in Suderwick of Barlo. In 1798 stichtten zij hun eigen kerk. De joden approprieerden gehuurde delen van huizen als kerk. Het bezit van de gereformeerden bedroeg, behalve de landgoederen en inclusief het legaat van de gouverneur Wolf Misslach, in 1808 f.8635-.- met een rendement van f.899-.-. De katholieken waren 'ín schulden geraakt' en bezaten slechts hun kerk. De joden van Bredevoord bezaten helemaal niets.
De vragenlijst is op bevel van de koning ontvangen op 7 juli 1808 en op 1 augustus 1808 ingediend en ondertekend door W. Paschen Gz., bailluw van Bredevoord. De baljuw maakt aan het slot de opmerking dat 'gereformeerde predikanten, zo emeriti als dienstdoeden, predikants-weduwen, organisten en voorsangers, cattechiseermeesters en -maîtressen uit 's lands kas, of uit enig politiek of geestelijk kantoor of rentambt' bezoldigd worden. Hij vervolgt met 'Terwijl roomsgesinden, jooden en doopsgesinden voor het onderhoud van dit alles zelfs moeten zorgen.'

### Kortstondige opbloei

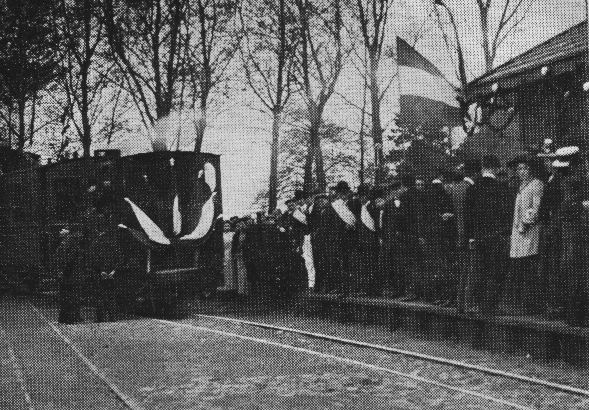
Opening van het tramstation (1910)

Pas tegen het einde van de 19e eeuw kwam er weer een stijgende lijn in de nijverheid met de opkomst van de textielindustrie, die aan het begin van de 20e eeuw haar bloeiperiode kende. De in 1878 geopende textielfabriek van J. van Eijck & co en de in 1834 geopende H. van Eijck & zoon droegen bij aan de opbloei. Onder pastoor Bernardus Stephanus Mulder werden de nodige renovatiewerkzaamheden verricht aan kerk en pastorie. Pastoor Mulder was sterk maatschappelijk betrokken met Bredevoort; onder zijn leiding kreeg de katholieke kerk een klok. Voorts richtte Mulder een Rooms-katholieke jeugdvereniging op, kocht hij het Sint Bernardus waar hij een school en ziekenhuis stichtte, ijverde voor het verkrijgen van elektriciteit in Bredevoort en was een van de drijvende krachten achter de aanleg van het Station Bredevoort. Het station werd in gebruik genomen op 15 juli 1885. Mogelijk was hij ook een drijvende kracht achter de stichting van de Lourdesgrot. Rond het jaar 1900 werd aan de zuidkant een deel van de grachten gedempt. Volgens een krant uit 1910 was deze gracht ter plaatse niet echt diep meer. Er was sprake van een modderpoel tijdens droge zomers. Op de vrijgekomen grond werd op 29 april 1910 een trambaan geopend van de Geldersch Westfaalsche stoomtrammaatschappij. Tegenover de Kleine Gracht op de voormalige ravelijn werd daarvoor een stationnetje geopend. De weg die parallel liep aan het spoor, draagt nog de naam Tramstraat.
Omstreeks 1924 moest H. van Eijck & zoon wegens financiële problemen sluiten. Dutch Button Works kocht het complex en maakte er een knopenfabriek van. De textielindustrie ging uiteindelijk ten onder aan de crisisjaren. In de jaren dertig werden delen van de stadsgracht aan de oostkant gedempt, dit in het kader van werkverschaffingsprojecten tijdens de crisisjaren. Het uitbreken van de Tweede Wereldoorlog zou nog meer teruggang brengen.

### De Tweede Wereldoorlog

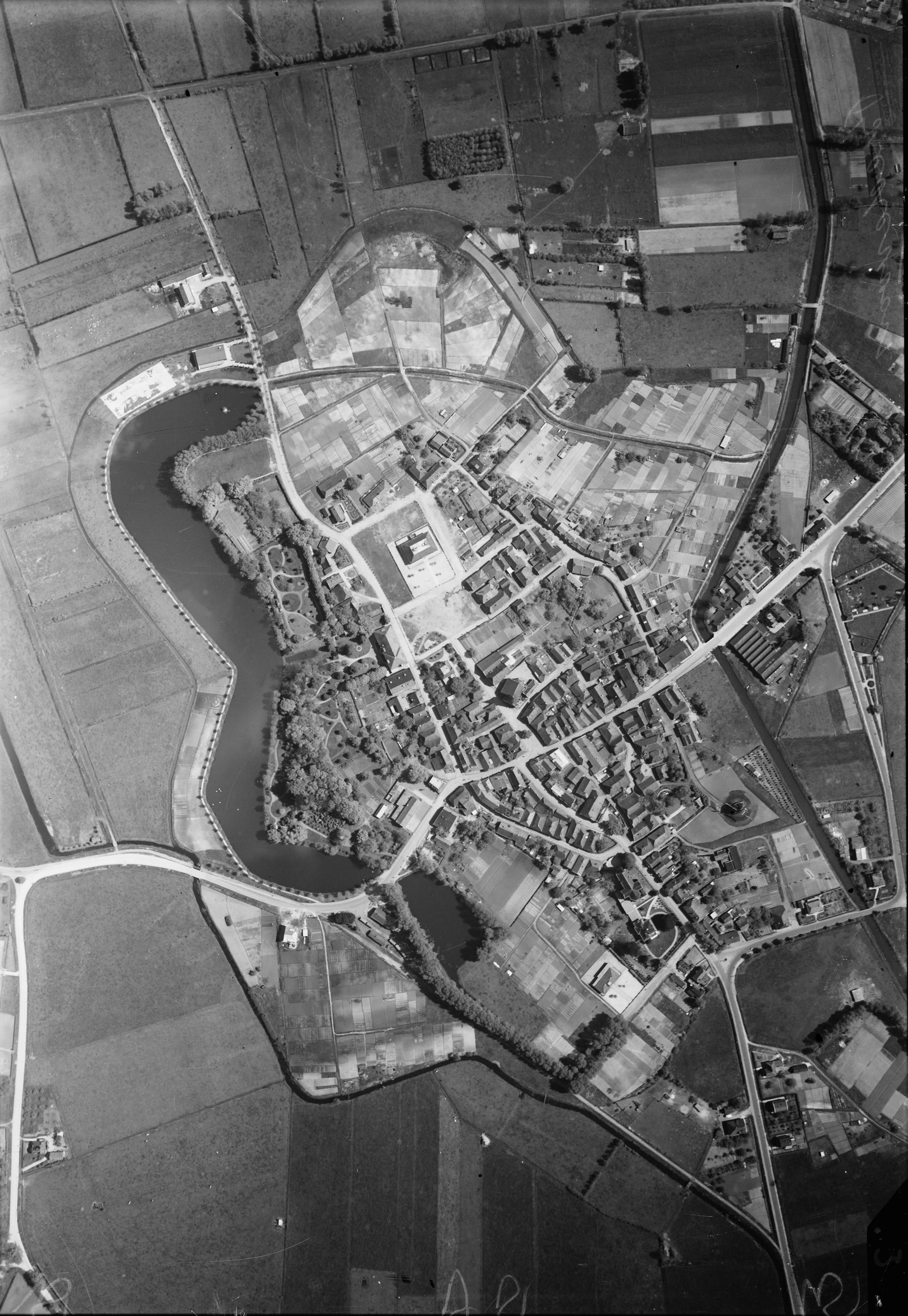
Bredevoort voor 1940. Rechtsboven in het oosten zijn duidelijk de in de jaren dertig gedempte grachten waarneembaar.

In Bredevoort waren in 1939 vrij veel bewoners aangesloten bij de NSB; in de gemeente Aalten bedroeg het percentage stemmers 7,7% waarvan 26,3% afkomstig uit Bredevoort. De eerste dagen zijn vrij rustig verlopen afgezien van de overvliegende bommenwerpers. Medio juni 1940 arriveerden Duitse militairen in Bredevoort, zij legden telefoonleidingen aan en op de molen werd een overdekte uitkijkpost aangebracht.
Vanaf begin 1942 moesten Bredevoortse burgers voor dwangarbeid naar Duitsland. Een enkeling zag de kans om onder te duiken, de meeste kwamen in werkkampen terecht. Terwijl de Bredevoortse onderduikers elders ondergedoken waren, werden in Bredevoort zelf onderduikers van elders gehuisvest.
Op 1 oktober verschijnen in Bredevoort Duitse overvalwagens. De soldaten namen een Joodse man mee die op transport werd gesteld naar Mauthausen in Oostenrijk en kwam nooit meer terug. De firma Navis bood werk aan onderduikers, waarbij clandestien raapzaad verbouwd en tot olie verwerkt werd; op die locatie was een radio verborgen en een schuilplaats voor onderduikers ingericht.
In het voorjaar van 1943 werden de klokken uit de kerktorens gehaald, waarbij een monumentale klepklok uit 1454 in Bredevoort mocht blijven. Een aantal van de klokken werd na de oorlog in Tilburg teruggevonden; op een van de klokken stond geschreven "Wie met deze klokken schiet, wint de oorlog niet!". Drie klokken uit de Georgiuskerk zijn nooit teruggekomen.
Naarmate steeds meer mannen werk gaan weigeren nemen de razzia's toe, waarbij de molenaar de mensen waarschuwde als de razzia's werden gehouden door een jutezak uit het raam te hangen. Eén bewoner kwam in het werkkamp Wöblin terecht en kwam nooit meer terug. In de zomer van 1944 kregen de tewerkgestelde bewoners die net over de grens in Duitsland moesten werken het doodsbenauwd door de vele geallieerde bombardementen. Sommigen wisten te ontvluchten en in Bocholt met grensgangers in contact te komen, die verzetsman Theo Rijks op de hoogte stelden; deze zorgde dan voor valse papieren zodat zij de grens konden overgekomen.
De laatste twee weken van maart 1945 zijn de meest angstige geweest; het front kwam steeds dichterbij. Bocholt werd gebombardeerd en de rookwolken waren in Bredevoort te zien waarbij het volgens een getuige zo donker was, dat het een zonsverduistering leek. Aanvankelijk leek het erop dat de Duitsers zich nog in het aangrenzende Zwanenbroek wilden ingraven, maar toen ze daarbij werden opgejaagd door Engelse tanks, waarbij twee boerderijen in vlammen opgingen, vluchtten ze de grens over. De vluchtende Duitsers bliezen daarbij (op twee na) alle bruggen over de Slinge op en staken hun munitie in brand waarbij weer een boerderij in vlammen opging en een auto opgeblazen werd. Die dag trokken bewoners met oranje en vlaggen door de straten en zongen het Wilhelmus. De bevrijding was een feit op 31 maart 1945.
Enkele bewoners van Bredevoort hebben deel uitgemaakt van het 'vergeten' Dutch National Battalion dat was ingelijfd bij het Canadese leger en meegeholpen heeft aan de bevrijding van de rest van Nederland.

## Sloop en nieuwbouw
Bredevoort is op drie opgeblazen bruggen na, ongeschonden uit de oorlog gekomen. In 1947 bezoekt prins Bernard het stadje. Dat jaar werd met de bouw van de Koppelkerk begonnen en in 1948 werd de kerk in gebruik genomen. In 1949 worden bij graafwerkzaamheden voor nieuwbouw ter plaatse enkele resten van kasteel Bredevoort gevonden in de vorm van een kelder met wat aardewerk. In de crisisjaren 15 mei 1934 sloot het trein station, treinreizigers moesten vanaf die tijd station Aalten reizen, treinreizigers moeten nu vanaf station Aalten reizen. In 1950 werd het station gesloopt. Tussen 1921 en 1933 werd met motortrams gereden, vanaf werd een buslijndienst ingezet, het goederenvervoer was nog redelijk succesvol tot 1953. Op 15 juni dat jaar werd de tramlijn opgeheven, na die datum werden de rails opgebroken. Rond 1963 werd het historische Ambtshuis gesloopt. In deze periode worden diverse monumentale huizen gesloopt, nog tot in de jaren zeventig bevonden veel huizen zich in een verwaarloosde toestand. Met de Sint-Joriskerk is het niet veel beter gesteld. Het gebouw stond in 1966 letterlijk en figuurlijk op instorten. De restauratiekosten bedroegen in die tijd fl 469.357,28 toentertijd een enorm bedrag. Op 31 oktober 1964 werd Pater Jan de Vries samen met vier broeders en twee zusters in totaal zevenentwintig personen door de rebellen gevangengenomen en mishandeld en gedood. De dood van Jan de Vries maakte diepe indruk in Bredevoort. In 1967 was de restauratie voltooid en kon de Sint-Joriskerk weer in gebruik genomen worden en werd toen ook voorzien van wijzerplaten met nachtverlichting. In de jaren zeventig en tachtig worden enkele monumentale huisjes (zoals het Kuupershuusken en 't Boerderi'jken) door verenigingen gekocht, nadien gerestaureerd en worden zodoende van de slopershamer gered. In 1974 werd de pastorie aan 't Zand gesloopt. Buiten de oude kern worden nieuwbouwwijken gerealiseerd. In dezelfde periode vindt zandwinning plaats aangrenzend aan het Stadsbroek. De plas doet dienst als reductiereservoir en werd begin jaren 1970 aangelegd. Tegen het einde van de eeuwwisseling werd de Slingeplas als recreatieplas in gebruik genomen. Op 7 juli 1977 werd het standbeeldje van Hendrickje Stoffels onthuld. Hendrickje Stoffels leefde vanaf 1649 ongehuwd samen met de kunstschilder Rembrandt van Rijn. In 1984 bezocht koningin Beatrix Bredevoort waar ze de Sint-Joriskerk en molen "Prins van Oranje" bezichtigde.

## Beschermd stadsgezicht

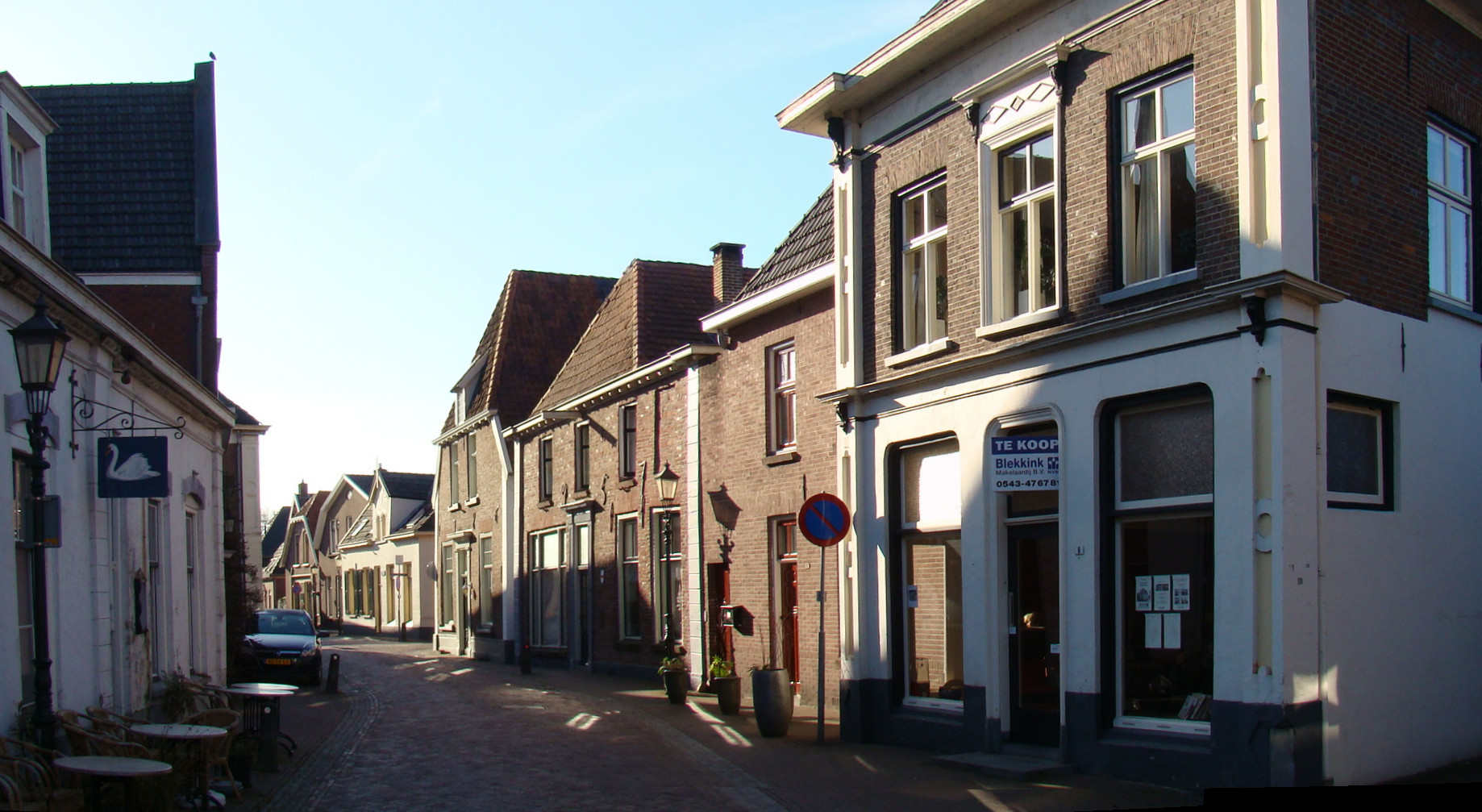
Landstraat

Als in 1986 de plaats tot beschermd stadsgezicht Bredevoort wordt uitgeroepen, wordt een halt geroepen aan de sloop van monumentale panden, zoals in de jaren zestig nog het monumentale Ambtshuis van de voormalige heerlijkheid Bredevoort aan de slopershamer ten prooi viel. In 2011 kwam er op de plaats van dat Ambtshuis een nieuwbouwcomplex met de uitstraling van het voormalige ambtshuis. Sinds eind 2008, begin 2009 ontstonden de plannen om het vestingverleden meer zichtbaar te maken. In dat kader werd voor wandelaars een vestingroute uitgezet. Dit alles als onderdeel van een masterplan om Bredevoort weer leefbaar en aantrekkelijk te maken voor de toekomst. Anno 2016 werd de historische en monumentale tuin aan een herinrichting onderworpen en getransformeerd in het Vestingpark, waarin een "zwevend pad" aangelegd werd, dat de vroegere bedekte weg volgt die achter de onderwal gelegen was. Het "Ons Huis" werd verbouwd tot kulturhus. Andere initiatieven op het gebied van Boekenstad, kunst en het Ambtshuis werden ontplooit om het stadje weer leefbaar en aantrekkelijk te maken voor de toekomst. De projecten Vestingpark en het Kulturhus heeft de Gelderse publieksprijs voor ruimtelijke kwaliteit gewonnen.

## 800 jaar Bredevoort

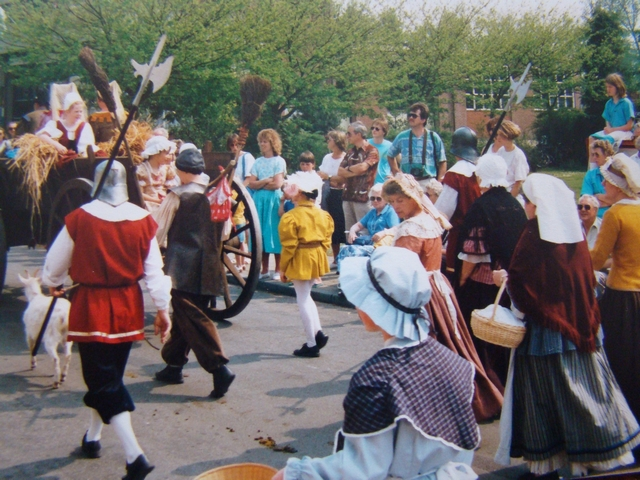
Historische optocht in 1988

Op basis van de akte uit 1188 werd het gehele jaar 1988 uitbundig 800 jaar Bredevoort gevierd en diverse "vestiviteiten" georganiseerd. Op 2 januari ging men van start met een receptie in het gebouw Ons Huis. Op 22 april volgde de officiële opening in de Sint-Joriskerk met het aanbieden van het uitvoerige naslagwerk Bredevoort een heerlijkheid aan Matty de Bruijne, commissaris van de koningin van Gelderland. Op 23 april (Sint-Jorisdag) waren meer dan duizend scouts te gast, die het Beleg van Bredevoort opvoerden. Op 13 mei dat jaar werd een grote reünie voor oud-Bredevoorters gehouden, de dag erna gevolgd door het Defilé der Eeuwen een drie kilometer lange historische optocht. Die dag werd een symbolische Vrede tussen Bredevoort en Südlohn afgesloten. Op 15 mei werd een grenslandbeurs gehouden, waar men onder anderen rondvluchten kon maken met een helikopter, en zelf een munt slaan. Vanwege een hittegolf viel het bezoekersaantal tegen. Op 28 mei was er een fietstocht, op 29 mei een veteranen motoren tocht, 4 juni een concert in de Sint-Joriskerk, 18 juni een grote taptoe, op 16, 23 en 25 juni werd het historisch openluchtspel Enneken ten tonele gebracht bij 't Walfort, juli en augustus een cultuurhistorische tentoonstelling rondom Rembrandt van Rijn en zijn Hendrickje Stoffels. In augustus werd een succesvolle fuchsia tentoonstelling gehouden bij het Sint Bernardus, in september werd de naamdag van Bredevoort georganiseerd, waarbij ruim vierhonderd mensen kwamen opdagen met de achternaam Bredevoort (of een variant daarvan), in oktober een revue in het Ons Huis, en nog veel meer activiteiten.

## Bredevoort Boekenstad

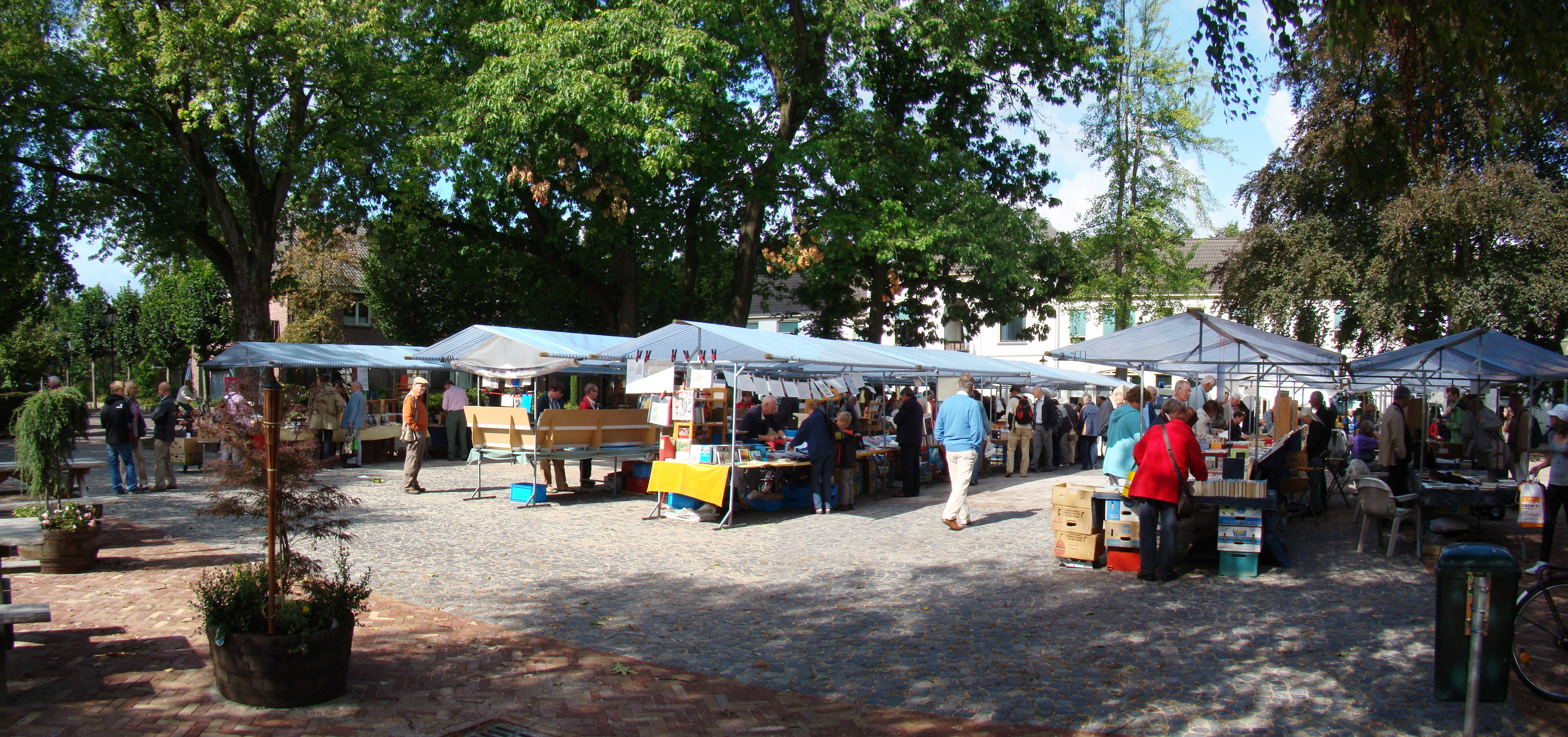
Boekenmarkt

Een krantenartikel bracht Henk Ruessink, destijds bestuurslid van Bredevoorts Belang op een idee. Er werd tijdens werkbezoeken aan Hay-on-Wye en Redu uitvoerig met de stichters van deze boekensteden gesproken. Bredevoort bleek aan de voorwaarden voor een boekenstad te voldoen. De belangrijkste voorwaarde was: voldoende antiquairs vinden die geïnteresseerd zijn om zich er te vestigen. In 1993 werd gestart met het project Bredevoort Boekenstad met als doel het weer meer leefbaar maken van de historische kern Bredevoort.

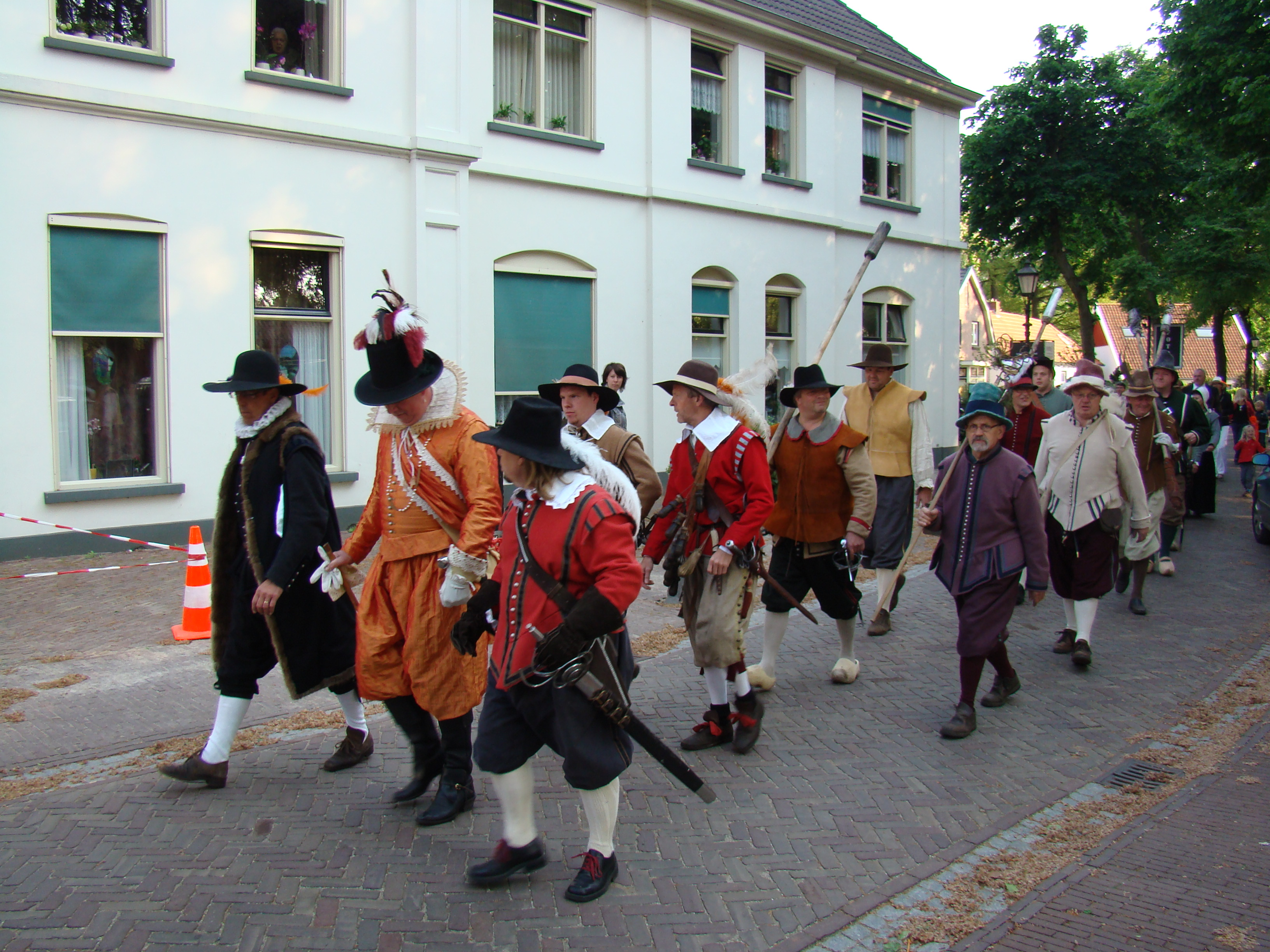
Re-eactment in 2011

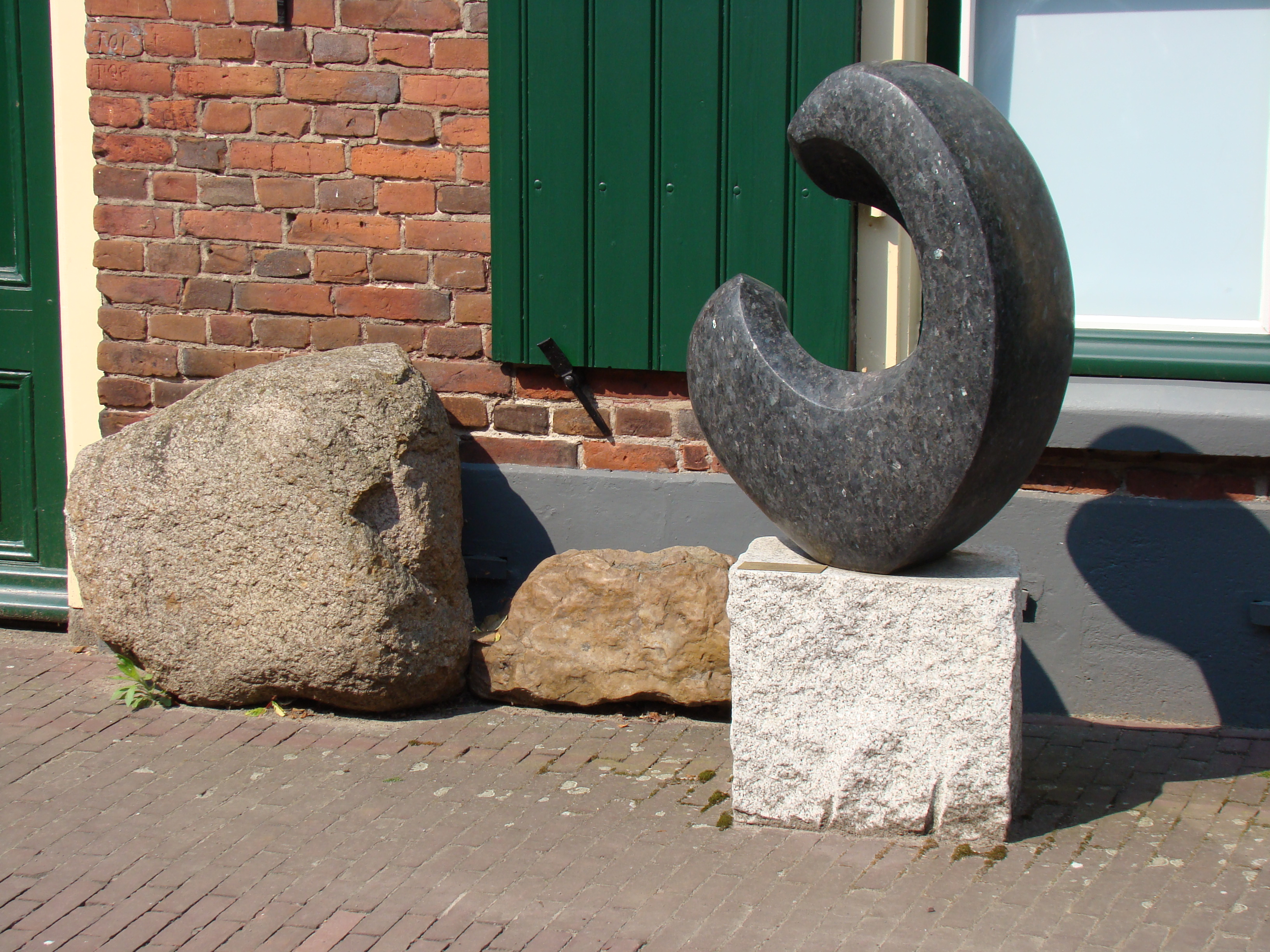
Kunstgalerieën

Een schriftelijke peiling leverde 85 belangstellenden op. Op 27 augustus 1993 werd Bredevoort Boekenstad officieel geopend door Jan Terlouw, toenmalig commissaris van de Koningin en inmiddels beschermheer van het project. Een zestal antiquariaten had zich inmiddels in Bredevoort gevestigd, evenals een boekbindcentrum, een streekdocumentatiecentrum, een kunstgalerie en een middeleeuws restaurant.
De toename van boekenwinkels stagneerde bij ongeveer twintig. In 1999 werd een onderzoek uitgevoerd naar het ambitieniveau Bredevoort Boekenstad en de uitvoering hiervan. Er moest gewerkt worden aan een goede basis voor boekhandelaren en toename en verdere spreiding van het aantal bezoekers. Daarnaast werd aanbevolen een fulltime professionele coördinator aan te stellen. Een verbeterde exploitatie zou moeten leiden tot het kunnen afbouwen van de gemeentelijke subsidie. De stichting ontving voorheen € 50.000,- per jaar en had daarnaast inkomsten uit haar eigen activiteiten zoals boekenmarkten en het balie infocentrum. De inkomsten gingen echter op aan organisatie van evenementen en de promotie van Bredevoort Boekenstad.
Datzelfde jaar maakte de Stichting Bredevoort Boekenstad bekend dat zij zichzelf zou opheffen per 1 september. In november 2010 maakte de gemeente Aalten bekend dat zij zelf een aantal zaken onder haar beheer neemt. Zij ging daarvoor diverse commissies samenstellen. De Commissie Historie, Landschap en Ambachten (HLA), Commissie Boeken en Poëzie (B&P), Commissie Kunst, Cultuur, Muziek (KCM), Marktcommissie Bredevoorts Boekbelang, Informatiecentrum en Boek op ’t Zand als expositieruimte. Burgemeester Bert Berghoef treedt daarbij op als nieuwe beschermheer van het project zodat de toekomst van Bredevoort als "boekenstad" voorlopig nog gewaarborgd zal blijven.

## Kroniek van Bredevoort
| Jaartal | Gebeurtenis |
| ------- | --- |
| 1188    | Oudste vermelding van Bredevoort als castrum Breidervort op een lijst van goederen van het bisdom Keulen. Aartsbisschop Filips I van Heinsberg. |
| 1238    | Ludolf II van Steinfurt en Herman van Loon verdelen hun gezamenlijke bezitting onder elkaar, waarvan het kasteel wordt uitgezonderd. |
| 1246    | Herman van Loon draagt het kasteel op aan de graaf van Gelre om zich zo van een machtig bondgenoot te verzekeren. |
| 1248    | In 1248 wordt tussen Ludolf II van Steinfurt en Herman van Loon een verdrag gesloten om een "muur om Bredevoort" te bouwen en het verder te versterken met onder meer stenen van het kasteel Lohn. |
| 1277    | Graaf Herman van Loon II ontvoert graaf Engelbert I van der Mark, ten gevolge waarvan Engelbert overlijdt. |
| 1278    | In 1278 wordt Bredevoort aangevallen door Engelberts zoon en opvolger graaf Everhard I van der Mark. De kersverse graaf Everhard slaat het beleg op en het ziet er slecht uit voor Bredevoort, want Everhard is vastbesloten zijn vaders dood te wreken. |
| 1284    | In 1284 besluit de Boudewijn van Steinfurt zijn helft van het verwoeste Bredevoort te verkopen. Misschien mede ingegeven door alle toestanden rondom de ontvoering en het geld dat met de herbouw is gemoeid. De koper is bisschop Everhard van Diest van Münster. De positie van Münster in het grensgebied wordt hierdoor versterkt ten opzichte van de graaf van Gelre.                                                                                                   |
| 1301    | De bisschoppen van Münster en Keulen verplichten zich om de wederopbouw van kasteel Bredevoort financieel te steunen. Mogelijk is de bisschop van Münster hiertoe gedwongen, want Herman II van Lohn is niet bepaald een vriend. |
| 1303    | In 1303 sluit de bisschop van Münster een verbond met de graaf Everhard I van der Mark en moet Bredevoort het opnieuw ontgelden. De burcht wordt snel veroverd. Er komt een permanente bezetting van het kasteel. Daarnaast wordt het kasteel Lohn ingenomen, graaf Herman moet vluchten. |
| 1305    | Graaf Reinald I van Gelre stelt Everhard van der Mark aan als bewaarder en stadhouder tegen de zin van de bisschop van Munster, die zijn sterke positie ziet afbrokkelen. Troepen van bisschop Otto III verjagen graaf Everhard uit Bredevoort. Everhard neemt daarop uit wraak de stad Dülmen in. Voordat de strijd escaleert, wordt de vrede getekend en komt Bredevoort weer in handen van graaf Everhard van der Mark.                                                   |
| 1306    | In 1306 koopt Herman II van Lohn Bredevoort terug van bisschop Otto III. |
| 1308    | Als graaf Everhard van der Mark sterft, is Herman II weer heer en meester in de burcht |
| 1316    | Dit jaar overlijdt graaf Herman II kinderloos en zijn graafschap verdwijnt met hem. Munsterse troepen bezetten meteen de burcht, waarbij ze de rechten van de graaf van Gelre met voeten treden. Reinald I van Gelre heeft echter andere zaken aan zijn hoofd. Hij sluit in 1316 een verdrag om de zaak drie jaar te laten liggen. |
| 1322    | In juni dit jaar schrijft graaf Willem III van Holland aan bisschop Lodewijk II van Münster dat hij de opvolger van Reinald I, graaf Reinoud I van Gelre steunt in zijn aanspraken op Bredevoort. Het wordt oorlog gevolgd door een zeer kortstondige vrede, want zodra de bisschop vrij is verovert hij Bredevoort weer en plundert hij het Gelderse land. In dit jaar worden de fundamenten gelegd voor de Sint Joriskerk.                                                 |
| 1324    | De strijd wordt door Reinald II van Gelre serieus genomen. Hij verzamelt 7000 man en trekt naar Coesfeld op. Daar komt op 1 september 1324 op het laatste nippertje een verdrag tot stand op initiatief van graven Willem III van Holland en Jan van Bohemen. |
| 1325    | Begin dit jaar neemt Reinald II bij verrassing Bredevoort in en onderneemt weer strooptochten in de omgeving. De bisschop van Münster, moe geworden door alle strijd, dringt opnieuw aan op overleg. |
| 1326    | Er volgen nieuwe onderhandelingen en pas op 28 juni 1326 wordt de vrede getekend. Bredevoort wordt definitief Gelders grondgebied. In dit jaar komt Winterswijk bij de Heerlijkheid Bredevoort. |
| 1350    | Omstreeks 1350 kreeg Bredevoort muntrecht. De muntheer was kastelein Gerard Vullinc. Vullinc liet omstreeks 1350 op eigen naam kwart groten slaan naar het voorbeeld van de munten van Reinald II van Gelre (1326 – 1343). |
| 1382    | Pas na decennia van vrede ziet Bredevoort weer oorlogshandelingen voor de poort als de burchtheer van Bredevoort de nieuwe hertog van Gelre en graaf van Zutphen, Willem van Gulik, niet erkent. Pas wanneer Hendrik III van Gemen Bredevoort verpandt wordt het rustig rond kasteel Bredevoort. |
| 1388    | Willem III van Gulik de hertog van Gelre verpandt in 1388 de heerlijkheid aan Hendrik III van de rijksheerlijkheid Gemen, wiens zoon en kleinzoon tevens pandheer van Bredevoort waren. Voor 1388 kreeg Bredevoort stadsrechten van Otto I van Gelre zodat formeel sprake is van een stad.. |
| 1464    | Hendrik III van Gemen verleend als pandheer van Bredevoort aan de hoflieden in het ambt Bredevoort het hofrecht zoals gebruikelijk in de hof te Stadtlohn |
| 1488    | De scholten Roerdink en Meerdink onder Winterswijk, de Ahof te Aalten en de Borninckhof op de Haart ontvangen van Hendrik IV van Gemen het tegederrecht. (Het hofrecht, waarbij zij de graaf moesten bijstaan in de rechtspraak) |
| 1492    | Tussen 1492 en 1526 was de graaf van Steinfurt pandheer, waarna het bestuur weer rechtstreeks onder de Gelderse hertog kwam, totdat de laatste werd verslagen door keizer Karel V, die daardoor 'Heer van Bredevoort' werd. |
| 1503    | Dit jaar verleent Arend van Bentheim-Steinfurt opnieuw stadsrechten aan Bredevoort. |
| 1504    | 1503 en 1504 verricht Arnt Straetenmecker metselwerkzaamheden aan de muren van de Misterpoorten. |
| 1534    | In 1534 wordt Maarten van Rossem door hertog Karel van Gelre als drost van Bredevoort aangesteld |
| 1545    | Tussen 1545 en 1555 begint Maarten van Rossum met verbeteringen aan de verdedigingswerken van Bredevoort. |
| 1562    | Na Karel V werd koning Filips II van Spanje heer van Bredevoort en hij gaf de heerlijkheid in 1562 in pand aan Diederik van Bronckhorst-Batenburg in Anholt. |
| 1572    | Inname van Bredevoort (1572) bij verdrag op 20 juni door Willem van den Bergh. |
| 1583    | Een aanval op Bredevoort door Desperaten wordt afgeslagen. |
| 1597    | Tijdens het Beleg van Bredevoort (1597) werd de veste ingenomen, door het Staatse leger onder leiding van prins Maurits, ten tijde van de Tachtigjarige Oorlog. Na afloop brand op 20 huizen na, de hele stad af. |
| 1599    | De in 1597 afgebrande Sint Joriskerk wordt weer opgebouwd. |
| 1606    | Kort na het beleg van Bredevoort (1606) door prins Frederik Hendrik werd eind maart rondom de oude gracht een nieuwe gracht met wallen aangelegd naar ontwerp van vestingbouwkundige Adriaen Anthonisz van Alcmaer. |
| 1610    | Dit jaar werden tijdens heksenprocessen te Bredevoort tien heksen tot de brandstapel veroordeeld. |
| 1612    | Als de weduwe van Jacob van Bronckhorst-Batenburg, Gertrud von Milendonck, de heerlijkheid in 1602 van de Republiek terug krijgt lossen de Staten van Gelderland het pandschap af en wordt deze in 1612 door prins Maurits overgenomen. |
| 1619    | Bredevoort wordt getroffen door een grote stadsbrand. |
| 1623    | Christiaan van Brunswijk-Wolfenbüttel wordt naar Bredevoort verdreven na de nederlaag toegebracht door generaal Tilly tijdens de Slag bij Stadtlohn. |
| 1624    | Hendrik van den Bergh slaat op 14 februari Aalten zijn kamp op met 40 compagnieën ruiters, en 12 compagnieën infanterie. Drost Laauwick laat de gracht ijsvrij maken, en laat het kanon afschieten op iedere Spanjaard die binnen schootsveld is. Op 16 februari trekt het Spaanse leger naar Hengelo. |
| 1629    | Drost Laauwick en bevelhebber Wolf Mislich geven leiding aan 600 soldaten uit Bredevoort, Groenlo en Zutphen en helpen bij de Inname van Wesel (1629). |
| 1644    | Dit jaar werd door de prins van Oranje, als heer van Bredevoort, toestemming verleend voor de bouw van een standerdmolen op Welgemoed, een van de zes bastions van deze stad. |
| 1646    | Bij de Kruittorenramp (Bredevoort) in 1646 sloeg de bliksem in de kruittoren, waardoor het kasteel ontplofte en diverse mensen omkwamen. Hieronder bevonden zich de drost Wilhelm van Haersolte van Bredevoort en zijn gezin. Slechts een zoon, Anthonie, was op dat moment niet thuis en overleefde de ramp. |
| 1672    | Het beleg van Bredevoort (1672) door legers van Bernhard von Galen, bisschop van Münster |
| 1675    | Marry Hoernemans werd onderworpen aan de waterproef en werd onschuldig bevonden aan hekserij. Dit was een van de laatste heksenprocessen in Nederland. |
| 1697    | In dit jaar werd de Heerlijkheid door de Staten van Gelre cadeau gedaan aan koning-stadhouder Willem III van Oranje. Zo kwam de heerlijkheid geheel in bezit van de Nassaus. |
| 1699    | Na ruim 50 jaar wordt weer een nieuw Ambtshuis gebouwd. |
| 1700    | Rond dit jaar vestigt zich in Bredevoort een joodse handelaar in manufacturen die in het huis van een plaatsgenoot een synagoge inricht. |
| 1704    | Vestingwerken worden verbeterd volgens inzichten van Menno van Coehoorn. |
| 1727    | Twee nieuwe contrescarpen worden voor beide stadspoorten aangelegd. Dit werk neemt twee jaren in beslag. |
| 1737    | Er wordt een Lutherse gemeenschap gesticht. |
| 1737    | Het oude huis van Wolf Mislich wordt als gasthuis in gebruik genomen. |
| 1755    | Vestingwerken worden opgeheven door de Raad van State en overdragen aan de burgerlijke overheid. |
| 1759    | Het garnizoen wordt opgeheven waarop een nieuw reglement wordt ingevoerd betreffende het sluiten en openen van de stadspoorten. |
| 1784    | Tijdens een overheidsinspectie voor de vestingwerken, blijkt dat Bredevoortse burgers op twee bastions na meer dan de helft van de stadswallen tot aan het maaiveld hebben afgegraven, en de poorten en bruggen hebben gesloopt. Er worden plannen gemaakt om de vestingwerken weer te herstellen met uitbreiding van drie lunetten echter deze worden nooit meer uitgevoerd.                                                                                                |
| 1791    | Willem V van Oranje-Nassau bezoekt op 22 augustus 1791 Bredevoort, na een diner in het huis van Rutger Tobias Snethlage bezichtigt hij het stadje en schenkt geld aan het restauratiefonds van de Sint-Joriskerk. |
| 1795    | De heerlijkheid Bredevoort wordt in de Franse tijd opgeheven, en wordt opgedeeld in de municipaliteiten Aalten, Bredevoort, Dinxperlo en Winterswijk. Horigheid wordt afgeschaft. |
| 1798    | De municipaliteiten worden weer opgeheven en veranderd in het Ambt Bredevoort. |
| 1790    | De fundamenten van de Georgiuskerk worden gelegd. |
| 1799    | Op 14 september roepen de departementen van de Nederlanden in Bredevoort de staat van beleg uit, en zenden 200 soldaten van de nationale garde en 100 Franse soldaten nadat de oranjegezinde August Robert van Heeckeren van Suideras een inval vanuit Pruisen in de graafschap Zutphen onderneemt om daar een Oranjerevolutie uit te lokken ten gunste van de in Engeland verblijvende erfprins Willem. Het eindigt met de executie van de Freule van Dorth in Winterswijk. |
| 1809    | Koning Lodewijk Napoleon Bonaparte bezoekt Bredevoort. Hij bezichtigd het stadje en schenkt geld aan het restauratiefonds van de Sint-Joriskerk. |
| 1811    | Bredevoort krijgt wederom een nieuwe bestuursvorm en wordt in drie mairieën opgedeeld Winterswijk, Bredevoort/Aalten, en Dinxperlo. Er wordt dit jaar voor het laatst een lutherse kerkdienst gehouden in Bredevoort. Het Lohnse hofrecht houdt dit jaar voor het laatst zitting. |
| 1813    | De Kozakken verdrijven de Fransen. Bredevoort en Aalten worden twee zelfstandige gemeenten Arnoldus Florentinus Roelvink wordt Bredevoorts eerste burgemeester. |
| 1818    | gemeente Bredevoort wordt opgeheven, en bij de gemeente Aalten gevoegd. A.F. Roelvink wordt burgemeester. |
| 1830    | De synagoge in Bredevoort wordt een zelfstandige joodse gemeente. |
| 1834    | Komst van Textielindustrie in Bredevoort, de Belgische H. van Eijck & zoon laat een weeffabriek bouwen. |
| 1840    | De redoute Orange gelegen in het Zwanenbroek verdwijnt. |
| 1869    | De standerdmolen op Bastion Welgemoed brandt volledig af. |
| 1870    | Bouw nieuwe windmolen, later genaamd De Prins van Oranje (Bredevoort). |
| 1876    | Start bouw Sint-Georgiuskerk. |
| 1878    | J. van Eijck & co een tweede weverij in Bredevoort. Het gasthuis brandt af. |
| 1885    | Er wordt een oud kanon opgegraven, waarmee tijdens feestelijke evenementen saluutschoten worden afgevuurd. Op 15 juli van dit jaar was de opening van het station Bredevoort. |
| 1890    | Op 24 juli ontploft het opgegraven kanon, waarbij twee toekijkende kinderen het leven laten. |
| 1891    | Bredevoort wordt aangesloten op de spoorlijnen naar Zevenaar en Winterswijk |
| 1900    | Er blijken onvoldoende leden voor het regelmatig houden van synagogediensten. In dit jaar werd de joodse gemeente van Bredevoort opgeheven en bij die van Aalten gevoegd. |
| 1909    | Door een grote overstroming wordt de aanleg van de trambaan uitgesteld. |
| 1910    | Op 29 april wordt in Bredevoort de trambaan geopend van de Geldersch-Westfaalsche stoomtram maatschappij. |
| 1911    | Het gasthuis wordt gerenoveerd, halverwege het project wordt daarmee gestaakt, de huizen worden daarna verkocht en gesloopt. |
| 1923    | Er wordt een aanvang gegeven aan de drooglegging van het hoogveen en 't Broek rondom Bredevoort |
| 1924    | In Bredevoort wordt een knopenfabriek van Dutch Button Works gevestigd. |
| 1928    | De Gondelvaart wordt voor het eerst op de Grote Gracht gehouden. |
| 1934    | Op 15 mei wordt het station gesloten. |
| 1940    | Begin van de Tweede Wereldoorlog. |
| 1945    | Op 31 maart wordt Bredevoort bevrijd en daarmee komt een einde aan de Tweede Wereldoorlog. |
| 1947    | De eerste steen wordt gelegd van de nieuw te bouwen Koppelkerk. |
| 1953    | Met het opbreken van de tramsporen komt het einde aan het tijdperk van de stoomtram. Een busdienst neemt het personenvervoer over. |
| 1956    | De Koppelkerk krijgt een toren. |
| 1963    | Het monumentale Ambtshuis wordt afgebroken. |
| 1964    | Pater Jan de Vries wordt vermoord. |
| 1970    | Start zandwinning, Slingeplas, aanleg Roelvinkstraat en Bleekwal en Stadsbroek |
| 1984    | Koningin Beatrix bezoekt Bredevoort. Zij bezichtigt het stadje en schenkt geld aan het restauratiefonds van de Sint-Joriskerk. |
| 1986    | In dit jaar werd het stadsgezicht van Bredevoort 'beschermd' verklaard. |
| 1988    | Bredevoort viert zijn 800-jarig bestaan. (gebaseerd op de oudste vermelding van de stad). Er volgen grootste vieringen, en ter gelegenheid hiervan wordt een munt geslagen, de Koppelkerk krijgt een luidklok. |
| 1993    | In dit jaar werd Bredevoort de Nederlandse boekenstad. |
| 2004    | Sinds dit jaar zijn de voorbereidingen gaande voor een kulturhus in Bredevoort |
| 2008    | Bredevoorts Belang is in verzet gekomen tegen de dreigende sloop van de monumentale textielfabriek aan de Misterweg, plannen herbouw Ambtshuis, reconstructie vestingwerken aan de Kruittorenstraat. |
| 2009    | In april en mei werden tijdens archeologische opgravingen een klein deel van de fundamenten van Kasteel Bredevoort blootgelegd. |
| 2014    | Op zaterdag 30 augustus vond de opening en open huis van het kulturhus "'t Grachthuys" plaats. |
| 2016    | Oplevering van de herstelde 19e-eeuwse Sint-Bernardustuin die omgedoopt werd tot Vestingpark. |